# Referendum o zakonu o RTV Slovenija (2022)
Referendum o Zakonu o RTV Slovenija (ZRTVS-1B) je bil zakonodajni referendum zavrnitvenega tipa, ki je potekal 27. novembra 2022. Na isti dan sta potekala še referendum o zakonu o dolgotrajni oskrbi in referendum o spremembah zakona o vladi.
Zakon je podprlo 62,83 odstotka volivcev.

## Ozadje
25. januarja 2021 je programski svet RTV Slovenija za novega generalnega direktorja imenoval dotedanjega predsednika nadzornega sveta Andreja Graha Whatmougha. Zanj so glasovali predvsem programski svetniki, ki so blizu strankam tedanje koalicije (SDS, NSi in SMC). 16. avgusta 2021 je direktor Grah Whatmough po nesklepčni seji programskega sveta razrešil direktorico Natalijo Gorščak. Razrešitev je bila kasneje na delovnem in socialnem sodišču spoznana za nezakonito. Kasneje istega leta je prišlo do prvih večjih nesoglasji med zaposlenimi in vodstvom zaradi nestrinjanja o spremembah v programsko-produkcijskem načrtu za leto 2022. Kmalu za tem je prišlo do novih nesoglasij zaradi tedenskih analiz UKOMa.
4. marca 2022 je generalni direktor kljub le 21,78 % podpori novinarjev informativnega programa za odgovorno urednico Informativnega programa TV Slovenija imenoval Jadranko Rebernik.
11. marca 2022 je bil kljub ostrem nasprotovanju zaposlenih za v. d. urednika uredništva MMC-ja imenovan Igor Pirkovič. 23. maja 2022 so zaposleni izvedli prvo opozorilno stavko.
20. junija 2022 je sledilo nadaljevanje stavke.
18. julija 2022 je Andrej Grah Whatmough kljub nasprotovanju novinarskih sindikatov in stroke za direktorja televizije imenoval Uroša Urbanijo. 26. septembra 2022 se je stavka zaostrila. Načrtovano je bilo, da na TV Slovenija ne bo informativnih oddaj, športa, kulture in oddaj v živo, na MMC pa ne novih novic. Zaradi poseganja vodstva v program je v obeh Dnevnikih voditelj prebral obvestilo o stavki in druge pomembnejše novice dneva. V. d. urednika uredništva MMC Pirkovič je posegel v portal in brez vednosti dnevne urednice z vstopne strani in podportalov odstranil članek o stavki. O stanju na RTV so zaposleni prek okroglih miz in tiskovnih konferenc redno obveščali javnost.

### Sprejemanje novega zakona
Nekatere stranke levo od sredine so v kampanji pred državnozborskimi volitvami 2022 izpostavile ureditev razmer na RTV kot eno izmed prioritetnih nalog in med prvimi potezami, če pridejo na oblast. Na prvi seji Državnega zbora v novi sestavi so v SDS prehiteli nastajajočo koalicijo z vložitvijo svežnja zakonov, med katerimi je bil tudi njihov zakon o RTV. S tem so za nekaj časa onemogočili koaliciji, da bi sprejela svoj zakon. Nato so v SDS vložili tudi predlog za razpis posvetovalnega referenduma na lasten zakon o RTV in s tem dodatno zavlekli zakonodajni postopek. Vladna novela zakona je bila sprejeta 14.julija 2022, vendar še ni začela veljati, ker je 20. julija Državni svet izglasoval odložilni veto, 21. julija pa so v SDS vložili podpise za začetek postopkov za razpis zakonodajnega referenduma.
Zakonodajno-pravna služba državnega zbora je med sprejemanjem vladnega zakona dvakrat podala svoje mnenje.
Ob novinarski konferenci ob stotih dnevih vlade je predsednik vlade Robert Golob izpostavil nezmožnost ureditve razmer na RTV kot »edini minus«.

### Spremembe zakona
Z zakonom o Radioteleviziji Slovenija želi vlada spremeniti vodenje, upravljanje in nadzor RTV-ja. Novela med drugim namesto 29-članskega programskega sveta in 11-članskega nadzornega sveta zavoda predvideva enotni svet RTV s 17 člani. Med njimi ne bi nobenega imenoval Državni zbor. Zakon uvaja posvetovalno telo: petčlanski finančni odbor. RTV bi po določbah novele vodila uprava, ki bi jo sestavljali štirje člani, vodil pa bi jo predsednik uprave. Z dnem uveljavitve novele bi prenehal mandat članov zdajšnjega programskega in nadzornega sveta, svoje delo pa bi nadaljevali do ustanovitve sveta. Ta bi se ustanovil najpozneje v 60 dneh po uveljavitvi zakona. Zdajšnji generalni direktor bi do imenovanja uprave opravljal svojo funkcijo kot vršilec dolžnosti, prav tako direktor radia in direktor televizije.
Prvi predlog zakona so pripravili v Pravni mreži za varstvo demokracije v sodelovanju z medijskimi strokovnjaki.
| Sestava nadzornega sveta RTV (po starem zakonu) | Sestava nadzornega sveta RTV (po starem zakonu) | Sestava nadzornega sveta RTV (po starem zakonu)                |
| Imenuje                                         | Št. imenovanih članov                           | Opombe                                                         |
| ----------------------------------------------- | ----------------------------------------------- | -------------------------------------------------------------- |
| Zaposleni na RTV neposredno                     | 2                                               |                                                                |
| Vlada                                           | 4                                               |                                                                |
| Državni zbor                                    | 5                                               | mora upoštevati zastopanost političnih strank v državnem zboru |
| Skupaj                                          | 11                                              |                                                                |

| Sestava programskega sveta RTV (po starem zakonu) | Sestava programskega sveta RTV (po starem zakonu) | Sestava programskega sveta RTV (po starem zakonu) |
| Imenuje                                           | Št. imenovanih članov                             | Opombe |
| ------------------------------------------------- | ------------------------------------------------- | --- |
| Zaposleni na RTV neposredno                       | 3                                                 | En član za informativne dejavnosti, en član za kulturno-umetniške dejavnosti, en član za tehniko |
| Italijanska narodna skupnost                      | 1                                                 | |
| Madžarska narodna skupnost                        | 1                                                 | |
| Predsednik republike                              | 2                                                 | |
| Slovenska akademija znanosti in umetnosti         | 1                                                 | |
| Državni zbor                                      | 21                                                | Pet članov na predlog političnih strank; 16 članov na predlog gledalcev in poslušalcev programov RTV Slovenija; univerz in fakultet ter društev, zvez društev oziroma njihovih organizacij, zlasti s področja umetnosti, kulture, znanosti in novinarstva, ter drugih organizacij civilne družbe, razen političnih strank in njihovih organizacijskih oblik |
| Skupaj                                            | 29                                                | |

| Sestava sveta RTV (po novem zakonu)         | Sestava sveta RTV (po novem zakonu) | Sestava sveta RTV (po novem zakonu)                                                                              | Sestava sveta RTV (po novem zakonu) |
| Imenuje                                     | Št. imenovanih članov               | Javni poziv | Opombe |
| ------------------------------------------- | ----------------------------------- | --- | --- |
| Zaposleni na RTV neposredno                 | 5                                   | Ne | En član za informativne dejavnosti, en član za kulturno-umetniške dejavnosti, en član za razvedrilno-športne dejavnosti, en član za tehniko (kamor spadajo tudi oddajniki in zveze) in en član za digitalni razvoj |
| Svet delavcev RTV                           | 1                                   | Ne | |
| Italijanska narodna skupnost                | 1                                   | Da | |
| Madžarska narodna skupnost                  | 1                                   | Da | |
| Predsednik republike                        | 1                                   | Registriranim verskim skupnostim                                                                                 | |
| Krovna organizacija invalidskih organizacij | 1                                   | Ne | Po zakonu, ki ureja invalidske organizacije, nacionalni svet invalidskih organizacij |
| Slovenska akademija znanosti in umetnosti   | 1                                   | Univerzam in raziskovalnim inštitutom                                                                            | |
| Nacionalni svet za kulturo                  | 2                                   | Kulturnim in umetniškim organizacijam za enega in organizacijam s področja avdiovizualnega sektorja za drugega   | |
| Olimpijski komite slovenije                 | 1                                   | Nacioinalnim in občinskim športnim zvezam ter drugim športnim organizacijam                                      | |
| Svet za trajnostni razvoj in varstvo okolja | 1                                   | Organizacijam, ki so dejavne na področju varstva okolja, narave in podnebja                                      | |
| Informacijski pooblaščenec                  | 1                                   | Organizacijam, ki so aktivne na področju medijev, razvoja informacijske družbe in zagotavljanja transparentnosti | |
| Varuh človekovih pravic                     | 1                                   | Nevladnim organizacijam s področja varstva človekovih pravic in svoboščin                                        | |
| Skupaj                                      | 17                                  | | |

### Zbiranje in vložitev podpisov
6. oktobra 2022 je Slovenska demokratska stranka preko več kanalov sporočila, da je zbrala dovolj glasov za referendum. Po navedbah Janeza Janše so zbrali 52.669 podpisov, minimum je bil 40.000.
V državni zbor so podpise vložili 12. oktobra 2022. V SDS-u so sicer želeli, da bi referendum potekal hkrati z drugim krogom predsedniških volitev 13. novembra, a so z vložitvijo podpisov zadnji dan, ko je to še mogoče, ta rok zamudili. Po navedbah poslanca SDS Branka Grimsa se je to zgodilo zato, ker je bilo treba zbrati in preveriti veliko število podpisov.

## Referendumska kampanja
Od treh referendumov, ki so potekali na isti dan, je bil referendum o zakonu o RTV deležen največ zanimanja organizatorjev kampanj: poleg 6 političnih strank se je v kampanjo prijavilo še 13 pravnih in 6 fizičnih oseb.

### Zagovorniki zakona
Prijavljeni kot organizatorji:
- Politične stranke: Gibanje Svoboda, Levica in SD.
- Pravne osebe: Zavod za kulturo raznolikosti Open, Zavod raziskovalni inštitut 8. marec, Društvo novinarjev Slovenije, PIC – Pravni center za varstvo človekovih pravic in okolja, Mirovni inštitut, Sindikat taksistov pri Sindikatu delavcev prometa in zvez, Ekološka zadruga.
- Fizične osebe: Aljoša Harlamov (urednik in pisatelj).[27]

Spremembam zakona so podporo izrekle tudi nekatere slovenske in tuje stanovne organizacije: Balkanska pobuda za svobodne medije (BFMI), Evropski center za svobodo tiska in medijev (ECPMF), Evropska zveza novinarjev, Free Press Unlimited (FPU), Mednarodni inštitut za tisk (IPI), Novinarji brez meja (RSF), OBC Transeuropa (OBCT), Sindikat novinarjev Slovenije, Svet delavcev RTV.
Stališča
Po mnenju zagovornikov zakona novela prinaša depolitizacijo javnega zavoda, saj je dosedanja ureditev, po kateri je 21 od 29 članov programskega sveta imenoval DZ, predstavljala preveliko tveganje za koncentracijo moči v enem političnem ali interesnem centru. Po njihovem zmanjšanje števila članov sveta zavoda omogoča bolj racionalno delovanje in znižanje stroškov, ob tem pa število ostaja dovolj veliko, da bo svet odražal potrebno družbeno pluralnost oziroma uravnoteženost.
Trdijo, da bodo imeli v novem svetu RTV ključno vlogo civilna družba ter zaposleni na RTV, in ne več državni zbor oziroma politika, ki ne bo imenovala niti enega člana več. Po njihovem mnenju bo RTV le kot neodvisna in avtonomna lahko uresničevala svoj osnovni namen četrte veje oblasti in služila interesom javnosti, ne pa interesom katerekoli politične stranke, njeno delovanje pa bo strogo nadziralo računsko sodišče. Trdijo, da dobivamo z novim zakonom kritično RTV, ki bo lahko opravljala svoje poslanstvo javnega servisa za prebivalke in prebivalce Slovenije tako, da bo neodvisna od politike in kapitalskih interesov. Ne želijo si, da RTV postane Nova24TV, propagandno orodje ene izmed političnih strank, ki po njihovem mnenju ni niti neodvisna niti profesionalna medijska hiša. Z glasom za novelo po njihovem zaščitimo drug drugega, delavce in delavke, javno RTV in našo skupnost pred drsenjem v avtoritarizem. Po njihovem mnenju bo nov zakon vodil do javnega medija, ki državljanom posreduje verodostojne informacije in spoštuje novinarske standarde. Trdijo, da novi zakon omogoča ugotavljanje odgovornosti in zamenjavo članov sveta, ki ne delujejo v interesu RTV ali javnosti in bo RTV tako dobila kompetentno in kredibilno vodstvo.

### Nasprotniki zakona
Prijavljeni kot organizatorji:
- Politične stranke: SDS, SLS, NLS, Nova socialdemokracija.
- Pravne osebe: Združenje Gibanje za otroke in družine, Društvo Davkoplačevalci se ne damo (DPSND), Zbor za republiko – Inštitut za analize in dialog, Združenje novinarjev in publicistov, Združenje v Gibanju Osveščeni prebivalci Slovenije.
- Fizične osebe: Rajko Fajt, Dominik Štrakl, Tom Zalaznik (predsednik Sindikata delavcev radiodifuzije Slovenije), Peter Gregorčič (predsednik programskega sveta RTV), Andrej Grah Whatmough (generalni direktor RTV), Janez Juhant.[27]

Stališča
Po mnenju nasprotnikov zakona se nepremišljeno uvaja nov organ upravljanja in nadzora, ki pod krinko depolitizacije ukinja programski in nadzorni svet, ki zagotavljata nepristranskost in uravnoteženost. Menijo, da se s sprejetjem novele po nujnem postopku onemogoča javnosti in zainteresiranim deležnikom, da dajejo svoja stališča, ideje, predloge in pobude.
Na strani nasprotnikov v spremembah zakona vidijo sicer prikrito, a popolno politizacijo RTV, ki bo omogočila izključno levo politično propagando. Predstavnike poslušalcev in gledalcev v organu upravljanja se po njihovem menja predvsem s predstavniki provladnih »nevladnih« organizacij. Zaradi tega se po njihovem odvzema možnost demokratičnega korektiva. Menijo, da nov zakon likvidira pluralnost medija, ki se je pod novim vodstvom začel odpirati novim vsebinam in ljudem ter temam, ki so bile prej prepovedane. Skrbi jih ukinjanje odbora, ki nadzoruje finance. Prav tako opozarjajo, da v svetu ni predstavnikov upokojencev. Menijo, da se tak zakon ne bi smel sprejeti po nujnem postopku, ki je onemogočil javno razpravo. Trdijo, da je nastal znotraj Gibanja Svoboda in izključno po njihovih željah. Menijo, da bi spremembe zakona privedle do povišanja naročnin in več reklam. Trdijo, da je edini namen zakona predčasna menjava vodstva RTV, ki bo vladi omogočila, da na čelo RTV imenuje sebi lojalne ljudi. Trdijo, da zakon ne zagotavlja svobodne, strokovne in moderne RTV. Trdijo, da bo uveljavitev zakona nevaren precedens in usmeritev vsakokratni novi oblasti, kako naj ob prevzemu oblasti zamenja organe upravljanja s sebi lojalnimi.

### Javnomnenjske raziskave
| Datum                 | Izvajalec | Vzorec | ZA   | PROTI | Ne vem | Ne povem | Sklic  |
| 21.−24. november 2022 | Mediana   | 723    | 50,0 | 30,1  | 18,5   | 1,3      | [ 33 ] |
| 22.−25. november 2022 | Valicon   | 1653   | 60,0 | 40,0  | /      | /        | [ 34 ] |
| 22.−24. november 2022 | Mediana   | 507    | 48,2 | 30,2  | 20,1   | 1,4      | [ 35 ] |
| 21.−22. november 2022 | Ninamedia | 1127   | 56,4 | 34,8  | /      | /        | [ 36 ] |
| 09.–11. november 2022 | Valicon   | 1860   | 37,1 | 25,7  | 31,6   | 5,6      | [ 37 ] |
| 02.−04. november 2022 | Valicon   | 1019   | 41,7 | 26,8  | 31,5   | /        | [ 38 ] |
| 01.−03 november 2022  | Mediana   | 507    | 50,2 | 30,1  | 17,3   | 2,5      | [ 39 ] |

## Po referendumu
Novela zakona o Radioteleviziji Slovenija (RTV SLO) je v veljavo vstopila 27. decembra 2022 z objavo v Uradnem listu. 

### Ustavna presoja

#### Pobuda za ustavno presojo
28. decembra 2022 sta predsednik programskega sveta RTV Slovenija Peter Gregorčič in pravnik Matej Avbelj vložila pobudo za ustavno presojo na Ustavno sodišče Republike Slovenije. Predlagatelji so zakon izpodbijali v celoti, saj po njihovem mnenju ustavo kršil v desetih točkah; med drugim sta izpostavila, da s posegom v mandate članov programskega sveta in direktorjev vlada posega v avtonomijo radiotelevizije. Predlog ustavne presoje je ministrica za kulturo Asta Vrečko označila kot zavlačevalni manever, zakon pa kot dober in tudi potrjen pred poslanci in na referendumu.

#### Predlogi za izločitve sodnikov iz odločanja
19. januarja 2023 so ustavni sodniki iz odločanja izločili Roka Čeferina, ki je sam predlagal svojo izločitev zaradi sodelovanja njegove pisarne z RTV.
Kasneje so bili podani še trije predlogi za izločitev sodnika. 
Peter Gregorčič je podal predlog za izločitev Neže Kogovšek Šalamon. Kot razlog je navedel njeno dopolnilno delo na Mirovnem inštitutu, ki je sodeloval v referendumski kampanji o noveli. Ustavno sodišče je 13. aprila 2023 ugodilo predlogu in sodnico izločilo.
Državni zbor in vlada sta predlagala izločitev Klemna Jakliča zaradi vloge zagovornika starega zakona, ko se je ta sprejemal. Po presoji ustavnih sodnikov je bil predlog prepozen in zato zavrnjen.
Po poročanju Mladine je v. d. direktorja Televizije Slovenija Uroš Urbanija podal predlog za izločitev predsednika ustavnega sodišča Mateja Accetta, ker je na uradnem obisku sprejel evropsko komisarko in podpredsednico evropske komisije Vero Jourovo. Jourova je v preteklosti v izjavah podprla sprejetje novega zakona. Po presoji ustavnih sodnikov je bil predlog prepozen in zato zavrnjen.
| Predlagatelj izločitve | Sodnik                | Razlog                     | Rezultat     |
| ---------------------- | --------------------- | -------------------------- | ------------ |
| Rok Čeferin            | Rok Čeferin           | Sodelovanje pisarne z RTV  | Izločen      |
| Peter Gregorčič        | Neža Kogovšek Šalomon | Delo na Mirovnem inštitutu | Izločena     |
| Državni zbor in Vlada  | Klemen Jaklič         | Zagovarjal stari zakon     | Lahko odloča |
| Uroš Urbanija*         | Matej Accetto         | Sprejetje Vere Jourove*    | Lahko odloča |

*Po poročanju Mladine

#### Zadržanje delov zakona
Ustavno sodišče je 20. februarja 2023 zadržalo izvajanje delov zakona, ki govorijo o konstituiranju novega sveta zavoda, oblikovanju novega statuta ter imenovanju novega predsednika in članov uprave. Ostali členi so še vedno veljali, kar pomeni, da so v času do končne odločitve urejeni vodenje, poslovanje in nadzor RTV-ja v skladu s prehodnimi ureditvami v noveli, obenem pa so lahko tekli postopki imenovanja novih članov sveta zavoda.
Ustavno sodišče je ugotovilo, da bi lahko tako v primeru zadržanja kot nezadržanja novele nastale težko popravljive škodljive posledice.
Ob tem so pojasnili tudi, da novele v celoti ni mogoče zadržati, saj bi to povzročilo, da bi bili ustavljeni vsi postopki konstituiranja novih organov RTV-ja, ustavljeni pa bi bili tudi vodenje, upravljanje in nadzor RTV-ja s prehodno ureditvijo, s čimer bi nastala protiustavna pravna praznina.
»Ugotovljeno stanje v vsakem primeru predvsem terja čim hitrejšo vsebinsko odločitev ustavnega sodišča, zato bo ustavno sodišče takoj nadaljevalo vsebinsko presojo,« so zapisali sodniki in dodali, da bodo zadevo obravnavali absolutno prednostno.
Za zadržanje je glasovalo 5 sodnikov, proti zadržanju trije. Rok Čeferin je bil izločen iz odločanja.

#### Odprava zadržanja delov zakona
Ustavno sodišče je 26. maja 2023 odpravilo začasno zadržanje delov zakona o RTV. V 13. točki sklepa piše: "Glede na razhajanja med stališči sedmih sodnic in sodnikov, ki še odločajo v zadevi, zaradi katerih nobena od obravnavanih vsebinskih odločitev ni prejela večinske podpore petih glasov, hitre vsebinske odločitve ne bo mogoče zagotoviti. Iz tega razloga in glede na to, da:  1) ne obstaja večinsko stališče, da bi bila nova ureditev kot taka protiustavna, 2) obstaja dvom v zakonitost odločanja programskega sveta in generalnega direktorja, ki izhaja iz navedenih pravnomočnih sodb višjega delovnega in socialnega sodišča, 3) ni znano, kdaj bo ustavno sodišče lahko vsebinsko odločilo o pobudi in  4) na podlagi sklepa o začasnem zadržanju generalni direktor ter direktorja radia in televizije lahko opravljajo le tekoče posle, kar ovira nemoteno delovanje RTV Slovenija, ustavno sodišče ocenjuje, da so navedeni razlogi skupaj v tolikšni meri spremenili upoštevno težo v času izdaje sklepa o začasnem zadržanju ugotovljenih škodljivih posledic, da je treba sprejeti odločitev o prenehanju veljavnosti začasnega zadržanja izpodbijanih določb."
S tem je lahko vseh 17 članov novoustanovljenega sveta RTV, ki so bili tačas že imenovani, nastopilo svoj mandat.

### Seje sveta RTV
Prva seja sveta RTV je potekala 5. junija 2023. Sejo je sklical v.d. generalnega direktorja Andrej Grah Whatmough, a se seje ni udeležil. Za predsednika sveta je bil izvoljen Goran Forbici (direktor Centra za informiranje, sodelovanje in razvoj nevladnih organizacij (CNVOS), v svet imenovan na predlog Varuha človekovih pravic), za namestnico pa Špela Stare (generalna sekretarka Društva novinarjev Slovenije (DNS), ki jo je v svet imenoval Informacijski pooblaščenec).
Druga seja je potekala 8. junija 2023. Na njej so svetniki potrdili objavo razpisov za predsednika in dva člana uprave RTV Slovenija.

#### Imenovanje nove uprave
Na seji 13. julija 2023 je svet za predsednika uprave z 16 od 17 glasov v prvem krogu imenoval Zvezdana Martića. En glas je dobil Mihael Krišelj. Martić je nato predlagal še dva člana uprave izmed tistih, ki so se prijavili za razpis in izpolnjevali pogoje. To sta bila Simon Kardum in Andrej Trček, ki ju je svet potrdil z 12 glasovi za in enim vzdržanim.
Nekateri svetniki so razmišljali o možnosti, da bi nova uprava lahko začela delovati še pred imenovanjem delavskega direktorja, vendar so pridobili pravno mnenje odvetniške družbe Čeferin, da morajo biti imenovani vsi člani, da lahko uprava začne delovati. Zato je svet sklenil, da se bo mandat uprave začel z izvolitvijo delavskega direktorja. 
Za delavskega direktorja je bil v drugem krogu volitev 16. avgusta 2023 izvoljen športni novinar Franci Pavšer. S tem je bila nova uprava konstituirana.